# Lâminas órficas
As lâminas órficas (em latim, Orphica Lamellae) são tabuletas inscritas ou folhas de metal precioso encontradas em antigas sepulturas da região mediterrânea (Magna Grécia, Tessália e Creta), principalmente daqueles que se presume terem sido iniciados nas religiões órficas, dionisíacas e em algumas religiões egípcias e semíticas antigas. As tábuas órficas de ouro são provavelmente o exemplo mais conhecido dos objetos que são chamados em alemão como Totenpass (termo traduzível como "passaporte para os mortos"; em plural, Totenpässe).
Os Totenpässe são postos sobre ou perto do corpo como um filactério ou enrolados e inseridos em uma cápsula frequentemente usada ao redor do pescoço como um amuleto. A inscrição instrui o iniciado sobre como navegar na vida após a morte, incluindo instruções para evitar perigos na paisagem dos mortos e respostas formais aos juízes do submundo.

## História
Em alguns sepulcros localizados na área da Magna Grécia, da Tessália e de Creta foram encontradas algumas pequenas lâminas de ouro colocadas na boca, na mão ou no peito do defunto, contendo instruções escritas em grego antigo e a ele destinadas, inerentes à conduta a ser tomada na jornada além-mundo. Essas lâminas datam de um período entre o século V a.C. e o III d.C., testemunhando que o falecido é um "iniciado" em uma doutrina de mistério e também contendo invocações contra algumas divindades ctônicas, tudo com o objetivo de permitir que o falecido tenha um destino abençoado com relação ao seu renascimento em nosso mundo (metemsomatose), um renascimento que conservará sempre um destino de sofrimento.
Apesar do sigilo inerente às doutrinas de "mistérios" a que essas placas se referem, os estudiosos têm feito o possível para aprofundar o conteúdo e as referências das placas encontradas nos túmulos, porém chegando a conclusões diferentes:
- Giovanni Pugliese Carratelli,[9] Walter Burkert,[10] Vincenzo Di Benedetto,[11] e Radcliffe G. Edmonds,[12] acreditam que, embora no abstrato as placas encontradas nas tumbas indiquem um conhecimento iniciático ultramundano, elas não se referem ao mesmo âmbito, preservando diferenças significativas de conteúdo entre si.
- Richard Janko,[13] Reinhold Merkelbach,[14] M. L. West,[15] e Alberto Bernabé e Ana Isabel Jiménez San Cristóbal[16] acreditam, entretanto, que se possa falar de testemunhos mais diversos e parciais de uma única versão, arquetípica, original.

Günther Zuntz fez o levantamento mais completo das tábuas de ouro descobertas até 1971 (em Turi, Creta e em outros lugares), categorizando-as em três grupos que se tornaram o padrão tipológico. Zuntz apresentou o texto transcrito junto com uma reconstrução e interpretou sua fundação religiosa como pitagórica em vez de órfica. O filólogo Richard Janko propôs que o grupo B da coleção de Zuntz derivou de um único arquétipo, para o qual ele ofereceu um texto grego hipotético enquanto tentava, ele enfatizou, não confiar em preconceitos sobre teologia subjacente.
A fonte mais amplamente disponível que discute as tabuletas de ouro órficas é o clássico (se já suplantado em alguns aspectos) Orpheus and Greek Religion de W. K. C. Guthrie. Desde a década de 1990, a utilidade do termo "órfico" tem sido questionada por estudiosos, assim como a unidade de crença religiosa subjacente às tábuas de ouro. A natureza "órfica" das doutrinas a que as placas se referem tem sido sustentada, ainda recentemente, por Alberto Bernabé, enquanto outros estudiosos acreditam, por exemplo, distinguir em algumas delas uma presença significativa das doutrinas escatológicas pitagóricas ou mesmo báquicas.
Alberto Bernabé, defensor da existência de um modelo único e órfico ao qual se referiam as lâminas encontradas, resume a sequência do mesmo da seguinte forma:

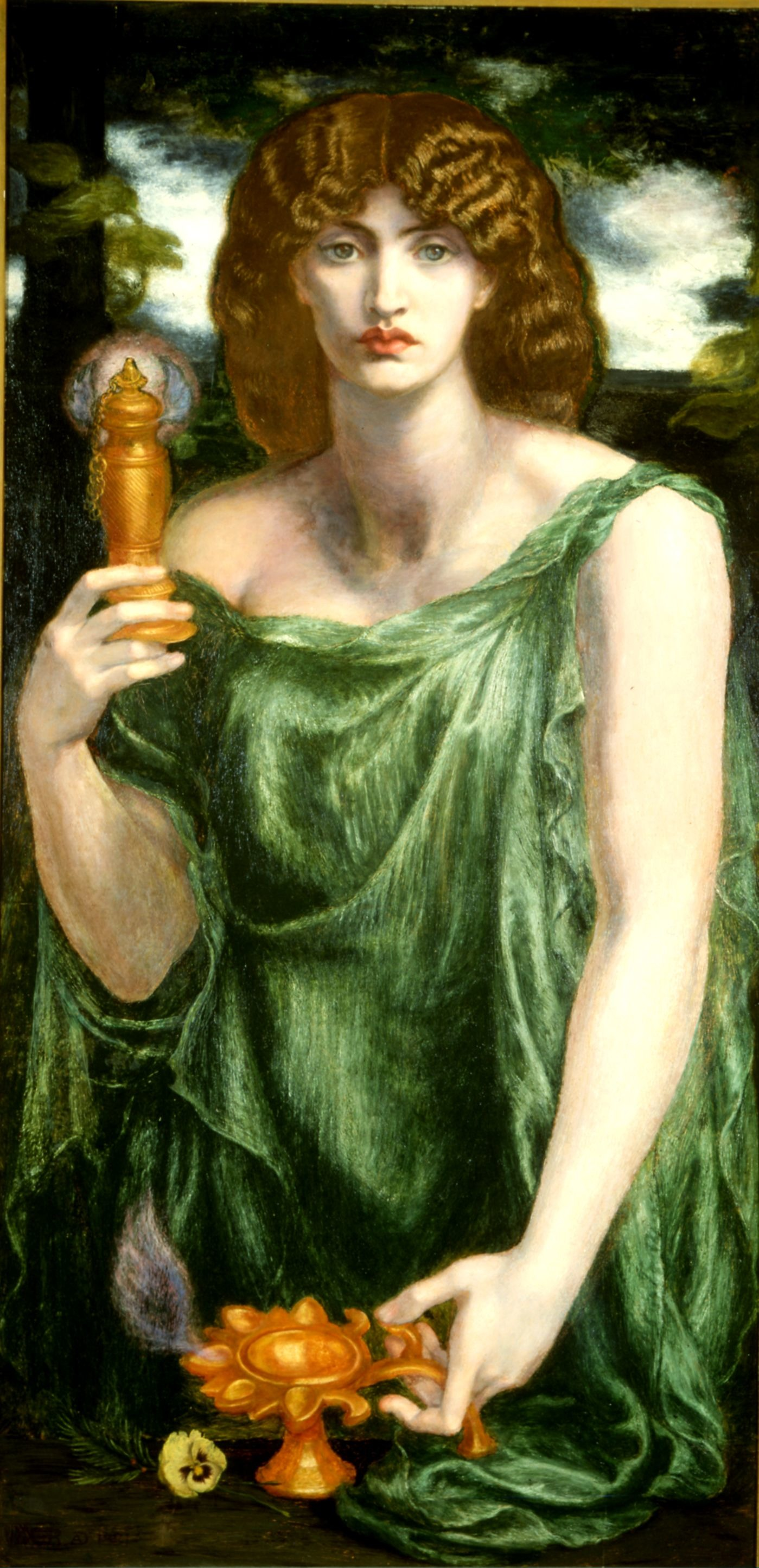
Mnemosyne (1881), uma interpretação pré-rafaelita da deusa Memória de Dante Gabriel Rossetti

1. Se o iniciado foi purificado em corpo e na psyché (alma), a deusa Mnemosine se certificará de que, ao morrer, ele se lembrará de sua iniciação mistérica;
2. mas o iniciado deve lembrar em que consiste esta iniciação e saber como se comportar, por exemplo, para evitar a fonte de água localizada próxima ao cipreste branco;
3. ele também deve se lembrar de responder às perguntas dos guardiões da segunda fonte, aquela de onde flui a água do lago de Mnemosine (Memória), como sendo "filho da Terra e do céu estrelado"; identificação que lhe permitirá saciar a sede e refrescar-se nesta segunda fonte e, portanto, ser capaz de se aproximar da deusa Perséfone;
4. o iniciado também deve se lembrar de se apresentar à deusa Perséfone como "puro entre os puros";
5. então ele poderá caminhar, junto com os outros bakkhoi, o caminho sagrado que o levará à vida abençoada.

No entanto, é possível, segundo Giovanni Pugliese Carratelli, dividir as lâminas em vários grupos com características semelhantes.
I. Um primeiro grupo, onde existe a fórmula de reconhecimento "Sou filho/filha da Terra e do Céu estrelado" e onde existem duas fontes, a primeira, aquela que deve ser evitada, localizada perto de um "cipreste branco", a segunda, alimentada do lago de Mnemosine, a partir do qual é necessário saciar a sede depois de ter respondido com a fórmula de reconhecimento às perguntas de seus guardiães. As lâminas se referem a este grupo:
A 1. Lâmina de Hipponion
A 2. Lâmina de Petélia
A 3. Lâmina de Fársalos
A 4.Lâmina de Entella (?)
No subgrupo B existe apenas a primeira fonte e o diálogo com os guardiães.
B 1-6. Lâminas de Creta
B 7. Lamina da Tessália (?)
C 1. Lâmina de Roma
II. Um segundo grupo é formado pelas lâminas em que algumas divindades do submundo, como Perséfone, Eucles, Plutão e Dioniso são invocadas:
A 1-2. Lâminas de Túrio
B 1-2. Lâminas de Túrio (com a presença da fórmula "caí no leite", expressão para o pós-morte que foi interpretada como símbolo da beatitude celeste ou imortalidade)
B 3. Lâmina de Pellinna (com a presença da fórmula "caí no leite")
C 1. Lâmina de Eleuterna
C 2. Lâmina de Pherai
III. Um terceiro tipo de lâmina parece ter características "mágicas" e é difícil de interpretar:
1. Lâmina de Túrio
Totenpässe também foram encontrados em túmulos da Palestina que datam do século II a.C. e mais tarde. Essas minúsculas folhas de ouro empregam uma consolação formulaica que aparece regularmente nas estelas funerárias da área: θάρσει, (aqui é inserido o nome do falecido), οὐδεὶς ἀθάνατος ("Coragem, [nome], ninguém é imortal). Em um exemplo, a placa com a inscrição tinha o formato de uma faixa funerária, com orifícios para prendê-la em volta da testa.

## Exemplos de lâminas órficas
| «ΑΛΛΟΠΟΝΤΑΜΨΥΧΗΠΡΟΛΙΠΗΙΦΑΟΣΑΕΛΙΟΙΟ ΔΕΞΙΟΝΕ*Θ̣ΙΑΣΔΕΞΙΝΑΙ̣ΠΕΦΥΛΑΓΜΕΝΟΝ ΕΥΜΑΛΑΠΑΝΤ̣ΑΧΑΙΡΕΠΑΘΩΝΤΟΠΑΘΗ ΜΑΤΟΔΟΥΠΩΠΡΟΣΘΕΕΠΕΠΟΝΘΕΙΣΘΕΟΣΕΓ ΕΝΟΥΕΞΑΝΘΡΩΠΟΥΕΡΙΦΟΣΕΣΓΑΛΑ ΕΠΕΤΕΣΧΑΙΡΧΑΙΡΕΔΕΞΙΑΝΟΔΟΙΠΟΡ ΛΕΙΜΩΝΑΣΤΕΙΕΡΟΥΣΚΑΙΑΛΣΕΑ ΦΕΡΣΕΦΟΝΕΙΑΣ» | «Mas quando a alma deixa a luz do sol, prosseguindo à direita tu que bem guardastes em mente todos os (preceitos). Alegra-te, tu que sofrestes o Sofrimento, tal nunca antes sofrestes: De mortal, tornastes-te um deus: tu criança caístes no leite. Alegra-te, alegra-te tu que prossegues à direita em direção aos prados sagrados e bosques de Perséfone.» |
| | |

(GRC) (Lâmina de ouro "órfica" de Túrio (Pugliese Carratelli: II B 2) Da tradução italiana de Giovanni Pugliese Carratelli in Le Lamine d'oro orfiche, Milano, Adelphi, 2001, p.112)

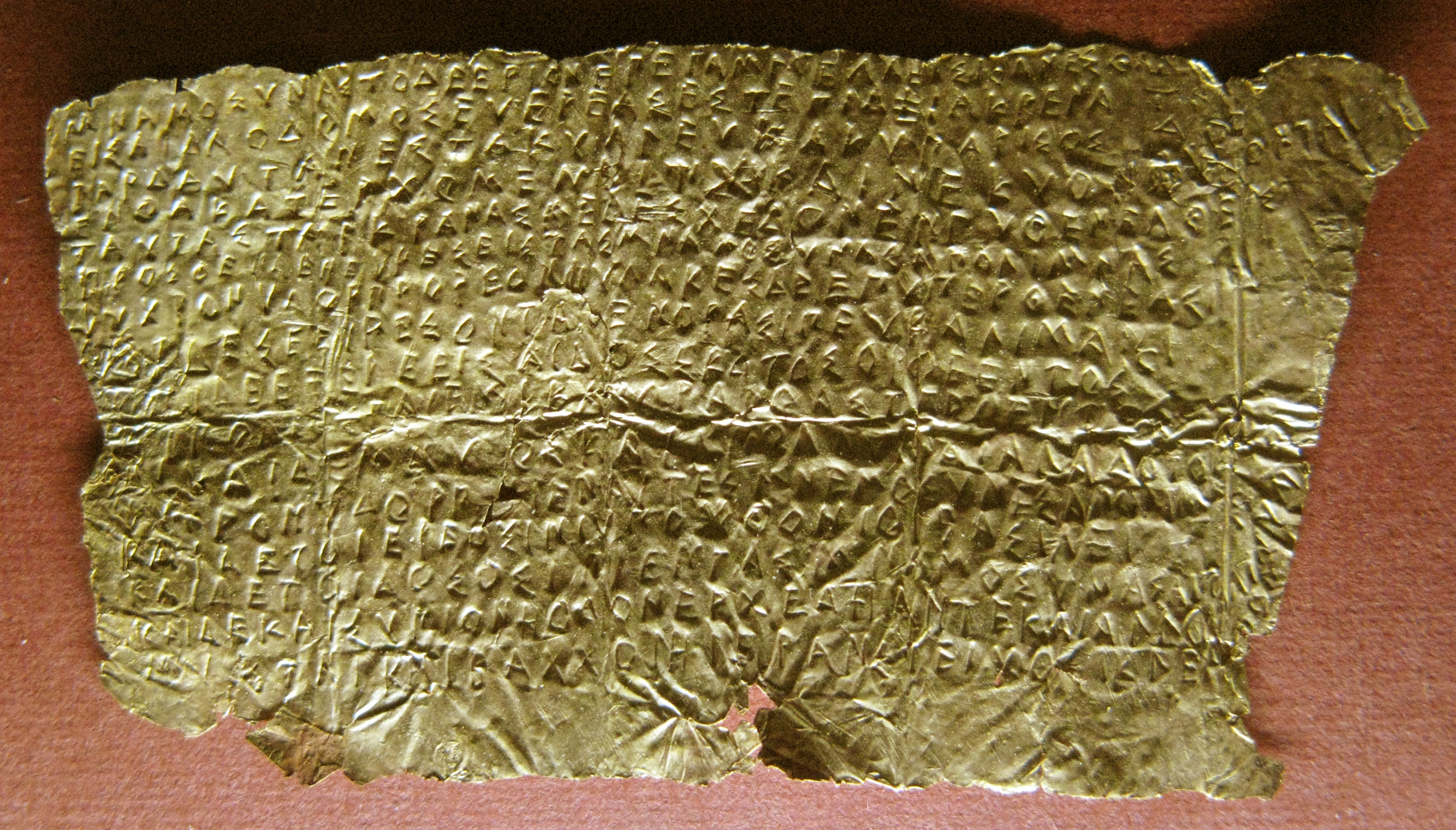
Lâmina de ouro "órfica" (Pugliese Carratelli: IA 1; OF: 474) encontrada na necrópole de Hipônio (hoje Vibo Valentia), em uma tumba contendo um esqueleto feminino datado do século V-IV a.C., preservada no Museu Arqueológico do Estado de Vibo Valentia.
De dimensões 59/49 mm x 32 mm, a lâmina foi originalmente dobrada quatro vezes sobre si mesma. O texto de dezesseis linhas diz:
1. ΜΝΑΜΟΣΥΝΑΣΤΟΔΕΕΡΙΟΝΕΠΕΙΑΜΜΕΛΛΕΙΣΙΘΑΝΕΣΘΑΙ
2. ΕΙΣΑΙΔΑΟΔΟΜΟΣΕΥΕΡΕΑΣΕΣΤΕΠΙΔΕΞΙΑΚΡΕΝΑ
3. ΠΑΡΔΑΥΤΑΝΕΣΤΑΚΥΑΛΕΥΚΑΚΥΠΑΡΙΣΟΣ
4. ΕΝΘΑΚΑΤΕΡΧΟΜΕΝΑΙΨΥΚΑΙΝΕΚΥΟΝΨΥΧΟΝΤΑΙ
5. ΤΑΥΤΑΣΤΑΣΚΡΑΝΑΣΜΕΔΕΣΧΕΔΟΝΕΝΓΥΘΕΝΕΛΘΕΙΣ
6. ΠΡΟΣΘΕΝΔΕΗΕΥΡΕΣΕΙΣΤΑΣΜΝΑΜΟΣΥΝΑΣΑΠΟΛΙΜΝΑΣ
7. ΨΥΧΡΟΝΥΔΟΡΠΡΟΡΕΟΝΦΥΛΑΚΕΣΔΕΕΠΥΠΕΡΘΕΝΕΑΣΙ
8. ΤΟΙΔΕΣΕΕΙΡΕΣΟΝΤΑΙΕΝΦΡΑΣΙΠΕΥΚΑΛΙΜΑΙΣΙ
9. ΟΤΙΔΕΕΞΕΡΕΕΙΣΑΙΔΟΣΣΚΟΤΟΣΟΡΟΕΕΝΤΟΣ
10. ΕΙΠΟΝΙΟΣΙΑΡΙΜΙΚΑΙΟΡΑΝΟΑΣΤΕΡΟΕΝΤΟΣ
11. ΔΙΨΑΙΔΕΜΕΑΥΟΣΚΑΙΑΠΟΛΛΥΜΑΙΑΛΑΔΟΤΟ
12. ΨΥΧΡΟΝΥΔΟΡΠΙΕΝΑΙΤΕΣΜΝΕΜΟΣΥΝΕΣΑΠΟΛΙΜ
13. ΚΑΙΔΕΤΟΙΕΛΕΟΣΙΝΙΥΠΟΧΘΟΝΙΟΙΒΑΣΙΛΕΙ
14. ΚΑΙΔΕΤΟΙΔΟΣΟΣΙΠΙΕΝΤΑΣΜΝΑΜΟΣΥΝΑΣΑΠΟΛΙΜΝΑΣ
15. ΚΑΙΔΕΚΑΙΣΥΠΙΟΝΗΟΔΟΝΕΡΧΕΑΗΑΝΤΕΚΑΙΑΛΛΟΙ
16 ΜΥΣΤΑΙΚΑΙΒΑΧΧΟΙΗΙΕΡΑΝΣΤΕΙΧΟΣΙΚΛΕΙΝΟΙ
---- 1 A Mnemosine é sagrado este (ditado): (para o mystes) quando ele estiver para morrer.
2 Irás para as casas bem construídas de Hades: há uma fonte à direita,
3. ao lado dela está um cipreste branco;
4. lá descem as almas dos mortos para se refrescar.
5 Desta fonte nem mesmo te aproxima;
6. mas mais adiante encontrarás a fria água corrente
7. do lago de Mnemosine: ficam diante dele guardiões,
8. e esses perguntar-te-ão, em seguro discernimento,
9. por que em vez exploras a tênebra do Hades caliginoso.
10 Dize: "(Sou) filho da Terra e do Céu estrelado;
11. De sede ardo e desfaleço; mas dai-me depressa
12. beber d'água fria do Lago de Mnemosine".
13) E eles são misericordiosos pela vontade do governante do submundo,
14. e dar-te-ão de beber (a água) do Lago de Mnemosine;
15. e quando tiveres bebido percorrerás o caminho sagrado no qual também os outros
16. mystai e bacchoi prosseguem gloriosos".
Da tradução italiana de Giovanni Pugliese Carratelli (em Le Lamine d'oro orfiche, Milan, Adelphi, 2001, p. 40-1)

| «ΔΙΨΑΙΑΥΟΣΕΓΟΚΑΠΟΛΛΜΑΙ ΑΛΛΑΠΙΕΜΟΥΚΡΑΝΑΣΑΙΕΙΡΟΩ ΕΜΙΔΕΞΙΑΛΕΥΚΗΚΥΠΑΡΙΣΣΟΣ ΤΙΣΔΕΣΙΠΩΔΕΣΙΓΑΣΥΙΟΣΕΙΜΙ ΚΑΙΟΥΡΑΝΟΥΑΣΤΕΡΟΕΝΤΟΣ ΑΥΤΑΡΕΜΟΙΓΕΝΟΣΟΥΡΑΝΙΟΝ» | «De sede ardo e desfaleço: mas dai-me de beber (água) da fonte que corre perene À direita (há) um cipreste branco. -Quem é você? De onde é você? - Sou filho da Terra e do Céu estrelado; sim, a minha oração é celestial.» |
| | |

| |  |
| (Lâmina de ouro "órfica" Tessália (Pugliese Carratelli: I B 7) Da tradução italiana de Giovanni Pugliese Carratelli in Le Lamine d'oro orfiche, Milano, Adelphi, 2001, p. 94)) |  |

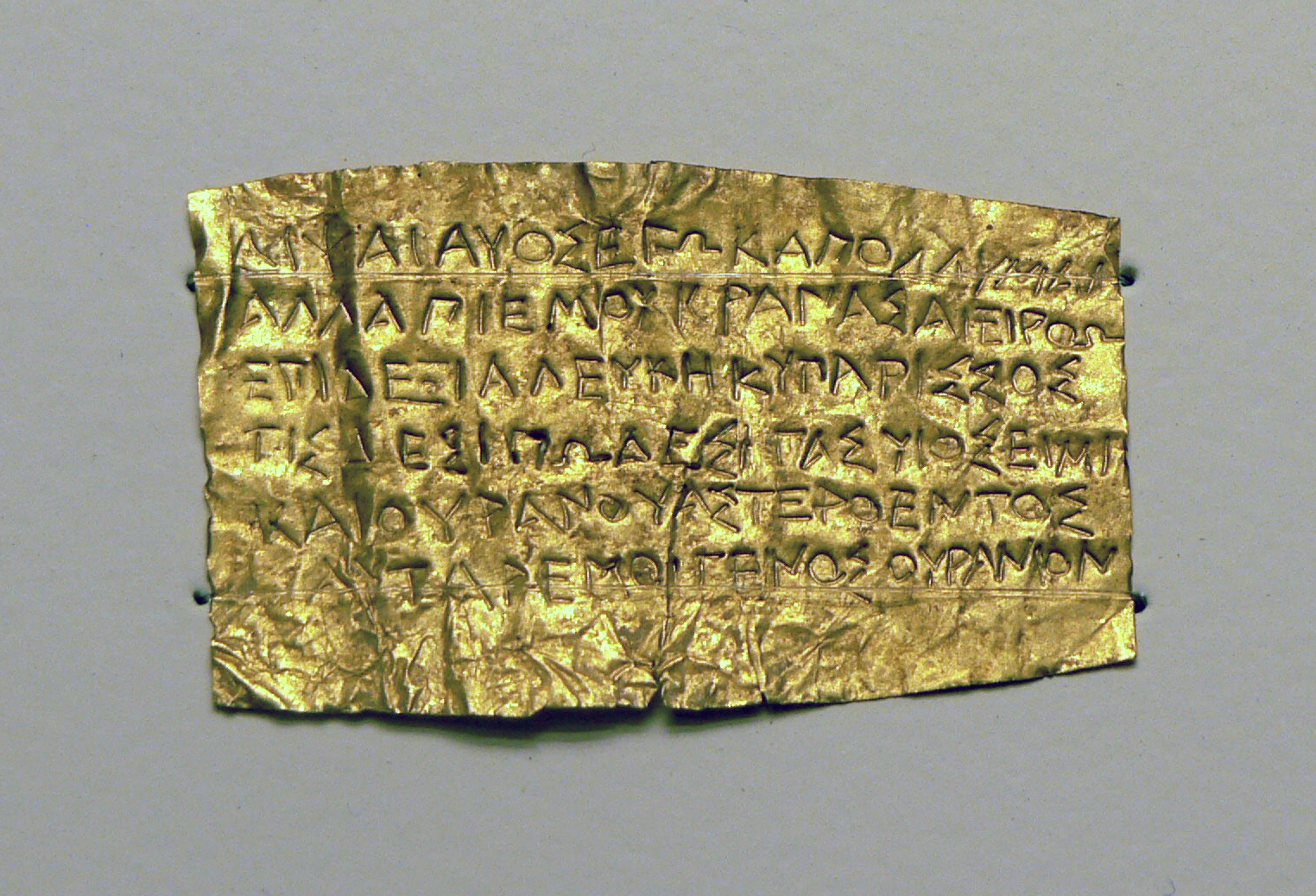
Lâmina de ouro "órfica" (Pugliese Carratelli: I B 7; OF: 484; mm 22 x 37) encontrada em um local não especificado na Tessália, contida em uma urna cinerária de bronze. Datável ao século IV a.C., é agora mantida no J.P. Museu Getty em Malibu (Califórnia). O texto diz:

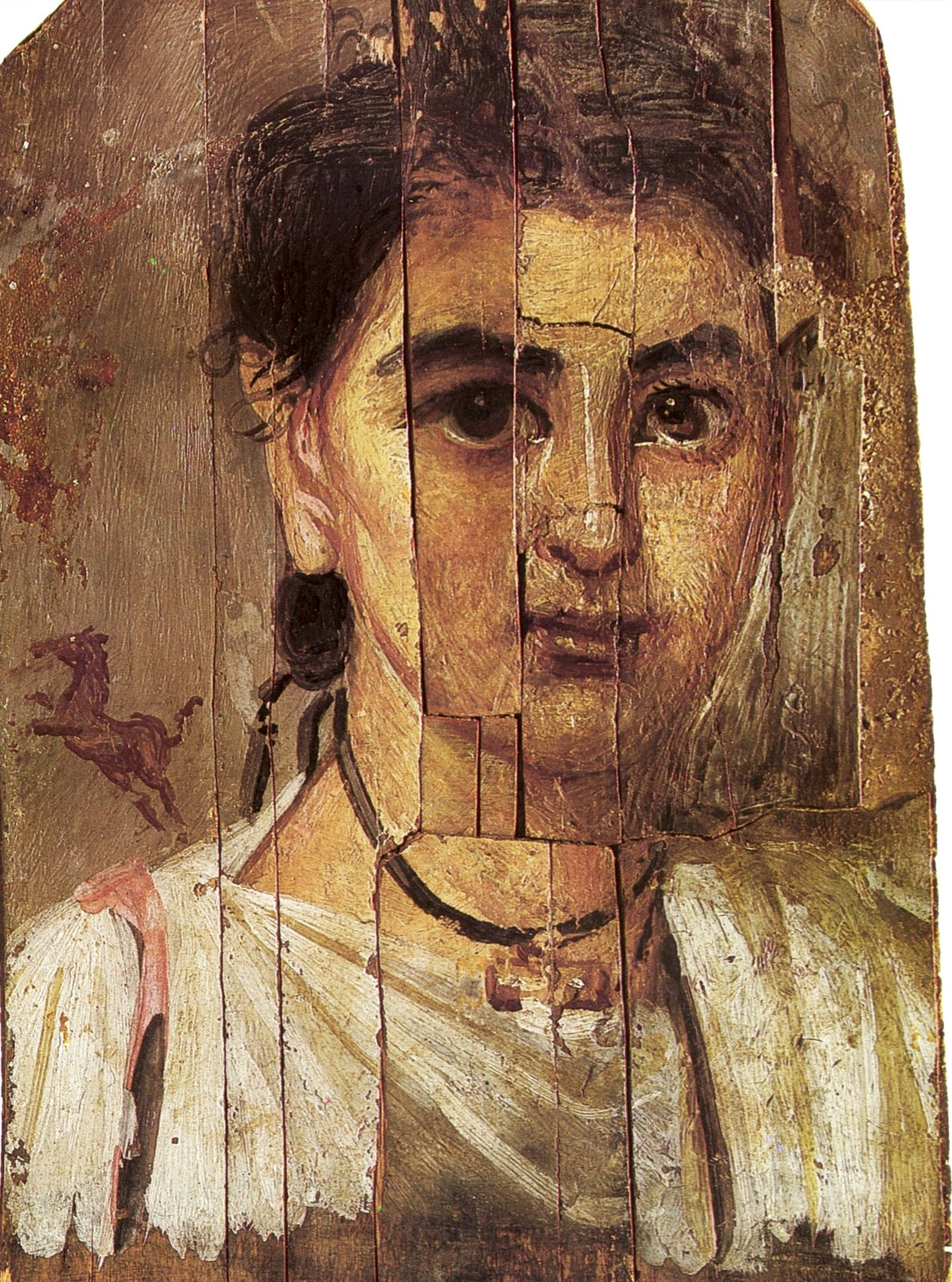
Pintura encáustica sobre madeira do, encontrada em Faium (Egito) e agora preservada no Museu Nacional de Varsóvia, que ilustra uma forma de transportar objetos semelhantes

Lâmina de ouro "órfica" (Pugliese Carratelli: IA 2; OF: 476  ; 45 x 27 mm) encontrada em Petélia (Calábria), agora preservada no Museu Britânico de Londres, com colar constituído de cápsula e correia anexado, por meio do qual a lâmina poderia ser usada. À esquerda, a folha de Petélia cujo texto diz:
1.ΕΥΡΗΣΣΕΙΣΔΑΙΔΑΟΔΟΜΩΝΕΠΑΡΙΣΤΕΡΑΚΡΗΝ 2.ΗΝΠΑΡΔΑΥΤΗΙΛΕΥΚΗΝΕΣΤΗΚΥΙΑΝΚΥΠΑΡΙΣΣΟΝ 3.ΤΑΥΤΗΣΤΗΣΚΡΗΝΗΣΜΗΔΕΣΧΕΔΟΝΕΜΠΕΛΑΣΕΙΑΣ 4.ΕΥΡΕΗΣΕΙΣΔΕΤΕΡΑΝΤΗΣΜΝΗΜΟΣΥΝΗΣΑΠΟΛΙΜΝΗΣ 5.ΨΥΧΡΟΝΥΔΩΡΠΡΟΡΕΟΝΦΥΛΑΚΕΣΔΕΠΙΠΡΟΣΘΕΝΕΑΣΙΝ 6.ΕΙΠΕΙΝΓΗΣΠΑΙΣΕΙΜΙΚΑΙΟΥΡΑΝΟΥΑΣΤΕΡΟΕΝΤΟΣΑΥΤΑΡΕΜ 7.ΟΙΓΕΝΟΣΟΥΡΑΝΙΟΝΤΟΔΕΔΙΣΤΕΚΑΙΑΥΤΟΙΔΙΨΗΙΔΕΙΜΙΑΥ 8.ΗΚΑΙΑΠΟΛΛΥΜΑΙΑΛΛΑΔΟΤΑΙΨΑΨΥΧΡΟΝΥΔΩΡΠΡΟΡΕ 9.ΟΝΤΗΣΜΝΗΜΟΣΥΝΗΣΑΠΟΛΙΜΝΗΣΚΑΥΤ [..] Σ [.] ΙΔΩΣΟΥΣΙ 10.ΠΙΕΙΝΘΕΙΗΣΑΠ [....] ΝΗΣΚΑΙΤΟΤΕΠΕΙΤΑ [......... ] ΗΡΩΕ 11.ΣΣΙΝΑΝΑΞΕΙ [……. .] ΝΗΣΤΟΔΕΙ̣ [12. ΘΑΝΕΙΣΘ [................ ] ΟΔΕΓΡΑ
ˑ margem direita: Τ̣Ο̣Γ̣Λ̣Ω̣Σ̣Ε̣Ι̣Π̣Α̣ΣΚΟΤΟΣΑΜΦΙΚΑΛΥΨΑΣ 
 1. Encontrarás à esquerda das casas de Hades uma fonte,
2. e ao lado dela erguido um cipreste branco:
3. A esta fonte nem mesmo chega perto.
4. Mas encontrarás outra, a água fria corrente
5. do lago de Mnemosine: diante dele ficam os guardiões.
6. Diga: "Sou filha da Terra e do Céu estrelado:
7. urânia é minha estirpe e disso sabeis também vós. 8 De sede ardo e desfaleço; mas dai-me depressa
9. a fria água que corre do lago de Mnemosine".
10. e eles dar-te-ão de beber da fonte divina;
11. e depois disso com os outros heróis serás soberana.
12. A Mnemosine é sagrado este (texto): (para o mystes), quando ele está prestes a morrer ...
margem direita: ... a escuridão que em torno se estende
Da tradução italiana de Giovanni Pugliese Carratelli (em Le Lamine d'oro orfiche, Milan, Adelphi, 2001, p. 68)
O sepultamento de uma mulher também na Tessália, datado do final do século IV a.C., rendeu um par de Totenpässe na forma de lâminas (lamellae em latim, folhas de metal finas). Embora o termo "folha" para descrever a folha de metal seja um uso metafórico moderno, essas lâminas foram, neste caso, cortadas na forma de folhas cordadas, provavelmente com a intenção de representar a hera; a maioria dos Totenpässe deste tipo são retangulares. As letras gregas não estão inscritas em linhas regulares como nas tabuletas retangulares, mas divagam para se ajustar à forma. As folhas são finas como papel e pequenas, uma medindo 40 x 31 mm e a outra 35 x 30 mm. Elas foram dispostas simetricamente no peito da mulher, com seus lábios selados por uma dânaca de ouro, ou "óbolo de Caronte", a moeda que paga o barqueiro dos mortos pela passagem; esta moeda em particular representava a cabeça de uma Górgona. Também colocada na tumba estava uma estatueta de terracota de uma bacante, uma das mulheres extáticas na comitiva de Dioniso. Embora o texto sinuoso e frágil apresente dificuldades, as inscrições parecem falar da unidade da vida e da morte e do renascimento, possivelmente em forma divina. O falecido deve ficar diante de Perséfone, Rainha dos Mortos, e afirmar: "Fui libertado pelo próprio Báquios".